# アレンデール (エドモントン)
アレンデール (Allendale) は、カナダ、アルバータ州エドモントンの南西部に位置する近隣住区 (residential neighbourhood)。この地区の名は、かつて当地で農場を営んでいたアレン (Allen) 家に由来している。当地は、1907年に、ストラスコーナの市域に編入された。
アレンデールにおける住宅地開発は、第二次世界大戦が終了する前から始まっていた。2001年カナダ国勢調査によると、概ね11軒に1軒（9％）の家屋は、その時代に建設されたものである。当地の住宅の半数近く（48.1％）は、第二次世界大戦後から1960年までの間に建てられたものである。3軒に1軒ほど（34.6%％）は、1960年代から1970年代にかけて建設されたものである。1980年以降に建てられた住宅は、ごく少数である。
2005年の基礎自治体による調査では、住民たちの7割ほど（72％）は、一戸建てにひと家族で居住しており、この手の居住形態が、当地では最も一般的な住宅となっている。7分の1弱（15％）は、4階建て以下の低層建築の賃貸集合住宅に住んでいる。また、8分の1（12％）は、「duplex」と称される一種のメゾネットに住んでいる Just over half the residences (54%) are rented, with the remaining 46% being owner occupied.。
アランデールの住民は、比較的流動性が高い。2005年の基礎自治体の調査によれば、住民の5人に1人（21.7％）は、直近12か月以内に転入してきた者である。また、4人に1人（23.9％）は、1年以上3年以内の転入者であった。5年以上、同じ住所に住み続けている者は 4割弱（38.1％）しかいなかった。
この近隣住区には、学校が1校ある。アレンデール小中学校 (Allendale Elementary Junior High School) は、エドモントン公立学校システムによって運営されている。
この近隣住区は、東側を104丁目通り (104 Street) とカナダ太平洋鉄道の線路、南側を61番街 (61 Avenue)、西側を109丁目通り (109 Street)、北側を70番街 (70 Avenue) で区切られている。
当地のコミュニティの住民たちは、1955年に創設された「community league」と称される自治組織をもっており、コミュニティの集会場 (community hall)、アレンデール中学校 (Allendale Junior High School) の裏手にあるテニスコートや屋外スケートリンクを維持管理している。

## 人口統計
2012年の自治体の調査によると、アレンデールの人口は 2,722人で、住宅戸数は 1,538戸であり、2009年の人口2,889人から、マイナス5.8％ほどの減少であった。地区の面積は、0.88 km2 (0.34 sq mi)であり、2012年の人口密度は、3,093.2 人/km2 であった。

## 外部インク
- Allendale Neighbourhood Profile
- Parkallen Community League